# Ель-Гордо (Касерес)
Ель-Гордо (ісп. El Gordo) — муніципалітет в Іспанії, у складі автономної спільноти Естремадура, у провінції Касерес. Населення — 373 особи (2010).
Муніципалітет розташований на відстані близько 150 км на південний захід від Мадрида, 100 км на північний схід від Касереса.

## Демографія
Динаміка населення (INE ):

## Галерея зображень

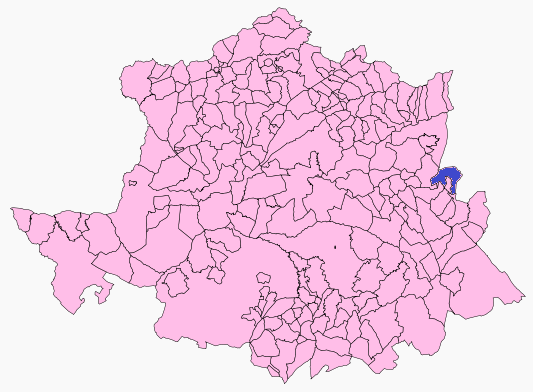
Розташування муніципалітету у провінції Касерес